# Antonia Tryfena
Antonia Tryfena (gr.: Άντωνία Τρύφαινα lub Τρυφαίνη, ‘Antōnía Trýphaina lub Tryphaínē) (ur. 10 p.n.e., zm. 55 n.e.) – królowa Pontu od 33 r., potem razem z synem Polemonem II od 38 r. Córka króla Pontu i Bosporu Polemona I Pytodorosa i królowej Pontu Pytodoris Filometor. Żona Kotysa VIII, króla Tracji.

## Rodzina
Antonia Tryfena pochodziła z mieszanego anatolijsko-greckiego i rzymskiego rodu. Była córką króla Pontu i Bosporu Marka Antoniusza Polemona I Eusebesa Sotera i królowej Pontu Pytodoris Filometor. Jej dziadkami po mieczu byli Zenon, mówca i arystokrata pochodzący z Laodikei i sprzymierzeniec Marka Antoniusza oraz zapewne Tryfena. Natomiast dziadkami po kądzieli byli Pytodoros z Tralles, bogaty Grek i przyjaciel późniejszego rzymskiego triumwira Pompejusza Wielkiego oraz Antonia, córka rzymskiego triumwira Marka Antoniusza i jego drugiej żony Antonii Hybrydy.
Miała dwóch starszych braci. Najstarszym był Zenon (Artakses III), zm. 34 n.e., król Armenii od 18 r. Drugim natomiast był Marek Antoniusz Polemon I Filopator (zm. 40 n.e.), arcykapłan i władca świętej Olby na terenie Cylicji Trachejskiej w latach 17-37.
Po śmierci ojca Polemona I w r. 8 p.n.e., jej matka poślubiła Archelaosa I Filopatrisa Ktistesa Sotera, króla Kapadocji. Wraz z rodziną wyruszyła do kraju męża, aby tam zamieszkać. Po śmierci ojczyma, zmarłego w 17 r., jej matka postanowiła wrócić do Pontu.

## Królowa Tracji
Przed 12 r. Antonia Tryfena poślubiła księcia Kotysa z Tracji, syna i spadkobiercy króla trackiego Remetalkesa I i Pytodoris I. W 12 r., gdy zmarł teść Remetalkes I, mąż Kotys VIII stał się królem, a ona królową Tracji.
Tylko dwaj pisarze starożytności pisali o niej. Tacyt, historyk rzymski, opisał ją jako wdowę po Kotysie VIII, a Strabon, geograf grecki oraz przyjaciel jej matki, podał o niej, że była córką Polemona Pytodorosa i żoną Kotysa.
Pozostawiła po sobie wiele zabytków, w postaci monet, inskrypcji oraz budowli. W starożytnym greckim mieście Kyzikos (ob. Turcja), które stało się drugim jej miejscem zamieszkania, Antonia Tryfena z dziećmi pozostawiła pewną liczbę napisów. Jedna inskrypcja na cześć Antonii i jej synów informuje, że warto zostać królem z woli cesarza niż drogą sukcesji po przodkach.
Po śmierci cesarza Augusta w 14 r., Tryfena odnowiła miasto greckie Kyzikos. Zostało ono ozdobione portami i kanałami. Uczyniła to dla uczczenia pamięci cesarza Augusta. Gdy odnowienie Kyzikos było zakończone, Reskuporis III postanowił przejąć część Tracji męża Kotysa VIII dla siebie, by panować nad całością królestwa. Wstrzymywał się przed jawną agresją w stosunku do bratanka przed obawą ze strony cesarza Augusta. Dopiero po jego śmierci, po 14 r., zaczął działać nad zajęciem ziem należących do Kotysa VIII. Cesarstwo rzymskie postanowiło interweniować drogą dyplomatyczną. Zabiegi okazały się jednak nieskuteczne, bowiem Reskuporis III okazywał fałszywe oznaki pojednania. W 18 r. porwał znienacka bratanka i kazał go zabić. Żona Kotysa VIII z dziećmi uciekła do Kyzikos.
Nowy cesarz Tyberiusz postanowił zbadać sprawę śmierci kuzyna. Propretor Mezji Latiniusz Panduza dał wezwanie Reskuporisowi III do stawienia się przed oblicze cesarza do Rzymu. Król miał obawy, co do swej przyszłości. W 19 r. został pojmany i wysłany do cesarza. Oskarżony przed senatem rzymskim przez Antonię Tryfenę o zbrodnię na jej mężu, otrzymał karę wygnania do Aleksandrii w Egipcie. Reskuporis III, bezskutecznie próbując uciec w drodze, zginął zamordowany przez rzymskich żołnierzy.
Tyberiusz, cesarz rzymski, postanowił zwrócić Trację dzieciom Antonii Tryfeny oraz Remetalkesowi II, synowi Reskuporisa III. Podzielił królestwo na dwie części. Remetalkesowi II, który był przeciwny planom ojca, dał północną część, natomiast dzieciom Tryfeny południową wraz z ich tymczasowym opiekunem Trebellenusem Rufusem, byłym rzymskim pretorem. Postanowił także doprowadzić do ślubu Pytodoris II, jej córki, z Remetalkesem II. Małżeństwo między nimi miało naprawić przeszłe zaszłości między ich rodzicami.
W 38 r. cesarz rzymski Kaligula ustanowił kult dla swej zmarłej siostry Julii Druzylli, a Antonię Tryfenę uczynił kapłanką. W 42 r. otrzymała dodatkowo, od nowego cesarza Klaudiusza, stanowisko kapłanki kultu cesarzowej Liwii Druzylli.
Od 38 r. aż do swej śmierci, Antonia Tryfena żyła w Kyzikos. Za panowania Kaliguli, stała się dobroczyńcą miasta i cieszyła się patronatem cesarza. Zachowanie jej dawało przykład innym kobietom z elit w Anatolii, które było później naśladowane przez nie. Po śmierci matki rządziła Pontem od 33 r. do swej śmierci. Dopuściła do rządów swojego syna Gajusza Juliusza Polemona II w 38 r. Po jej śmierci, zapewne w 55 r., syn rządził samodzielnie do 64 r., kiedy Pont został przyłączony do imperium rzymskiego i wcielony do prowincji Galacji.

## Potomstwo
Posiadała z mężem Kotysem VIII, królem Tracji, pięcioro dzieci (trzech synów i dwie córki):
- Gajusz Juliusz Remetalkes III (zm. 46), późniejszy król Tracji od 19, aż do jej aneksji przez Rzym.
- Gajusz Juliusz Polemon II Filogermanik Filopatris (zm. 69?), późniejszy król Pontu 38-64, aż do aneksji Pontu przez Rzym. Był także królem Bosporu 38-39, ale tylko tytularnie, ponieważ tam rządziła jego siostra Gepaepyris.
- Gajusz Juliusz Kotys IX (zm. 54), późniejszy król Małej Armenii od 38 i Sofene.
- Pytodoris II, żona kuzyna Remetalkesa II, króla Tracji w latach 19-38. Małżeństwo między nimi miało naprawić przeszłe dynastyczne waśnie między ich rodzicami. Późniejszy los Pytodoris II jest nieznany. Małżeństwo ich było zapewne bezdzietne.
- Gepaepyris, żona Tyberiusza Juliusza Aspurgosa Filoromajosa, króla Bosporu w latach 8 p.n.e.-37 n.e. Po jego śmierci rządziła krajem od 37 do 39 r. Miała z mężem dwóch synów, przyszłych królów Bosporu:
  - Klaudiusz Mitrydates III (VIII) Filogermanik Filopatris (zm. 68).
  - Tyberiusz Juliusz Kotys I Filokajsar Filoromajos Eusebes (zm. 69).